# Cỏ tam khôi
Cỏ tam khôi hay còn gọi sam biển (danh pháp khoa học: Trianthema portulacastrum) là một loài thực vật có hoa trong họ Phiên hạnh. Loài này được L. miêu tả khoa học đầu tiên.